# The Condensed 21st Century Guide to King Crimson
The Condensed 21st Century Guide to King Crimson je výběrové album britské rockové skupiny King Crimson. Bylo vydáno v říjnu 2006 (viz 2006 v hudbě).
Dvojalbum The Condensed 21st Century Guide to King Crimson je kompilací vybraných studiových nahrávek, které byly v letech 2004 a 2005 obsaženy ve dvou dílech čtyřdiskových box setů – The 21st Century Guide to King Crimson – Volume One – 1969–1974 a The 21st Century Guide to King Crimson – Vol. 2 – 1981–2003.

## Seznam skladeb

### Disk 1 – In the Studio: 1969–1974
1. „21st Century Schizoid Man“ (Fripp, McDonald, Lake, Giles, Sinfield) – 7:23
2. „Epitaph“ (Fripp, McDonald, Lake, Giles, Sinfield) – 8:55
3. „The Court of the Crimson King“ (McDonald, Sinfield) – 7:16
Tři skladby z alba In the Court of the Crimson King. (1969)
4. „Cat Food“ (Fripp, Sinfield, McDonald) – 2:47
Singl. (1970)
5. „Cadence and Cascade“ (Fripp, Sinfield) – 4:37
Z alba In the Wake of Poseidon. (1970)
6. „Ladies of the Road“ (Fripp, Sinfield) – 5:30
7. „Sailor's Tale“ (Fripp) – 7:02
Dvě skladby z alba Islands. (1971)
8. „Larks' Tongues in Aspic, Part One“ (Cross, Fripp, Wetton, Bruford, Muir) – 6:41
9. „Book of Saturday“ (Fripp, Wetton, Palmer-James) – 2:49
Dvě skladby z alba Larks' Tongues in Aspic. (1973)
10. „Fracture“ (Fripp) – 10:05
Z alba Starless and Bible Black. (1974)
11. „Starless“ (Bruford, Cross, Fripp, Palmer-James, Wetton) – 4:37
12. „Red“ (Fripp) – 6:15
13. „Fallen Angel“ (Fripp, Palmer-James, Wetton) – 5:55
Tři skladby z alba Red. (1974)

### Disk 2 – In the Studio: 1981–2003
1. „Elephant Talk“ (Belew, Bruford, Fripp, Levin) – 4:44
2. „Frame by Frame“ (Belew, Bruford, Fripp, Levin) – 5:08
3. „Matte Kudasai“ (Belew, Bruford, Fripp, Levin) – 3:46
4. „Discipline“ (Belew, Bruford, Fripp, Levin) – 5:02
Čtyři skladby z alba Discipline. (1981)
5. „Heartbeat“ (Belew, Bruford, Fripp, Levin) – 3:54
6. „Waiting Man“ (Belew, Bruford, Fripp, Levin) – 4:26
7. „Neurotica“ (Belew, Bruford, Fripp, Levin) – 4:50
Tři skladby z alba Beat. (1982)
8. „Three of a Perfect Pair“ (Belew, Bruford, Fripp, Levin) – 4:10
9. „Sleepless“ (Belew, Bruford, Fripp, Levin) – 4:36
Dvě skladby z alba Three of a Perfect Pair. (1984)
10. „VROOOM“ (Belew, Bruford, Fripp, Gunn, Levin, Mastelotto) – 4:37
11. „Coda: Marine 475“ (Belew, Bruford, Fripp, Gunn, Levin, Mastelotto) – 2:05
Dvě skladby z alba THRAK. (1995)
12. „Dinosaur“ (Belew, Bruford, Fripp, Gunn, Levin, Mastelotto) – 5:18
Singl. (1995)
13. „Sex Sleep Eat Drink Dream“ (Belew, Bruford, Fripp, Gunn, Levin, Mastelotto) – 4:48
Z alba THRAK. (1995)
14. „The Power to Believe I: A Cappella“ (Belew) – 0:43
15. „Level Five“ (Belew, Fripp, Gunn, Mastelotto) – 7:17
16. „Eyes Wide Open“ (Belew, Fripp, Gunn, Mastelotto) – 4:09
17. „Happy with What You Have to Be Happy With“ (Belew, Fripp, Gunn, Mastelotto) – 3:44
18. „The Power to Believe III“ (Belew, Fripp, Gunn, Mastelotto) – 4:10
19. „The Power to Believe IV: Coda“ (Fripp) – 2:21
Šest skladeb z alba The Power to Believe. (2003)